# Beloit (Kansas)
Beloit è un comune degli Stati Uniti d'America, situato nello Stato del Kansas, nella contea di Mitchell, della quale è anche il capoluogo.